# Strilloma longa
Strilloma longa är en kräftdjursart som beskrevs av Isaac 1974. Strilloma longa ingår i släktet Strilloma och familjen Monstrillidae. Inga underarter finns listade i Catalogue of Life.